# Plymouth Breakwater

Le Plymouth breakwater, le phare et la batterie

Le Plymouth Breakwater, (en français : brise-lames de Plymouth) est un brise-lames en pierre de 1 560 m de long protégeant la Plymouth Sound et les points de mouillage se trouvant à l'intérieur. Il fait 13 m de large à son sommet et 65 m de large à sa base. Il se trouve par environ 10 m de fonds. Environ 4 millions de tonnes de pierre ont été nécessaires pour sa construction en 1812 pour un coût colossal pour l'époque de 1,5 million de £, soit l'équivalent de 74,7 millions de £.

## Histoire

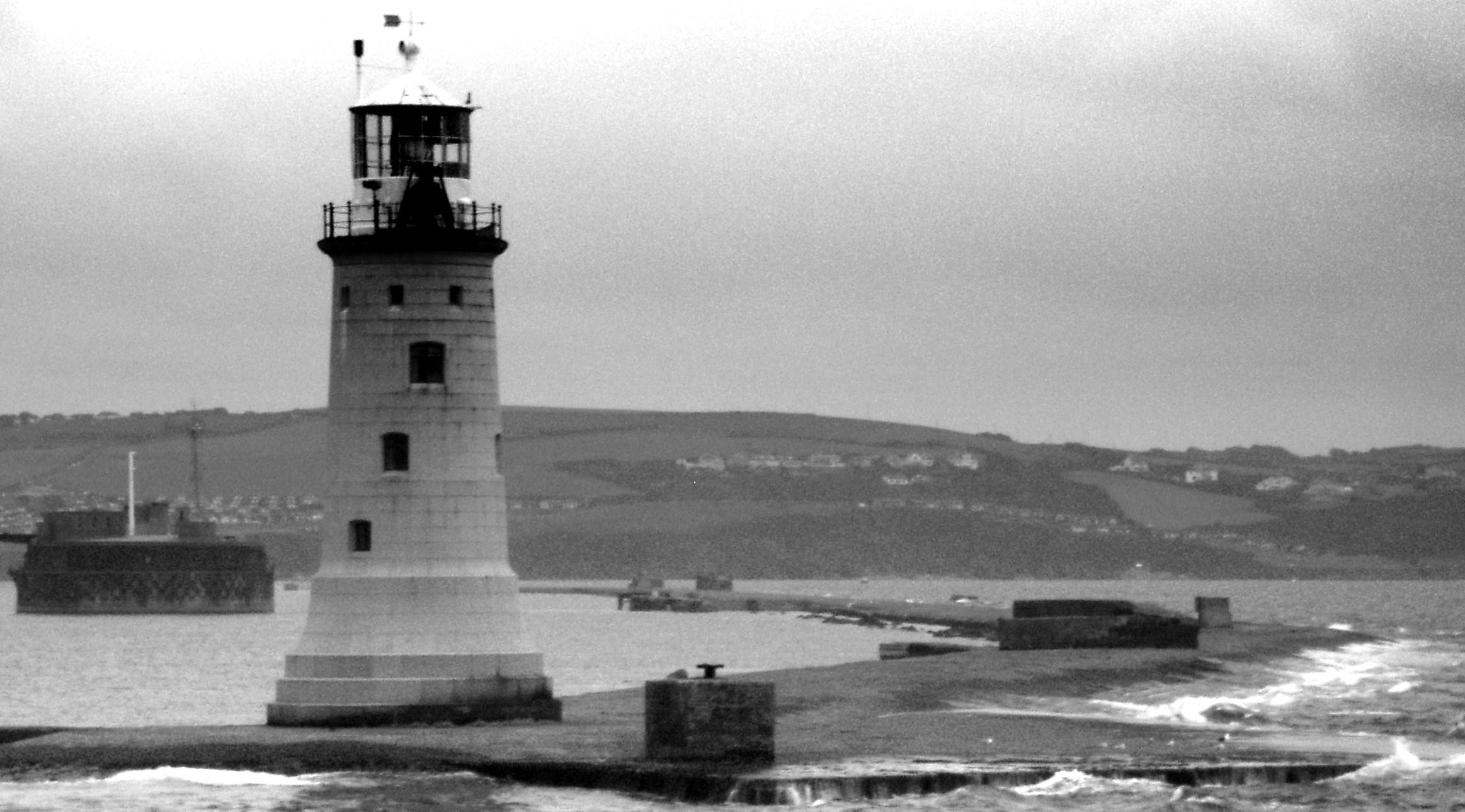
le phare de 1844

En 1806, durant les Guerres napoléoniennes, Lord Saint-Vincent a chargé les ingénieurs John Rennie et Joseph Whidbey (en) de planifier un moyen de faire de Plymouth Sound un ancrage sûr pour la Flotte de la Manche. En 1811, la construction a commencé sous les ordres de l'ingénieur surintendant Whidbey. Cette tâche nécessitait d'excellentes compétences en ingénierie maritime, en organisation et en politique, car de nombreux défis techniques étaient à relever. Près de 4 000 000de tonnes de pierre ont été extraites et transportées, en utilisant une douzaine de navires conçus de manière innovante par les deux ingénieurs. Un article de la Royal Society indique que Whidbey a trouvé de nombreux fossiles dans des carrières utilisées pour le brise-lames.
La pierre de fondation a été posée sur Shovel Rock le 8 août 1812 pour démarrer une ligne avec les rochers Panther Rock, Shovel et St. Carlos, et le chantier s'est terminé en 1814 pour abriter les navires de ligne de la Royal Navy. Napoléon a signalé que le brise-lames était un bel ouvrage, alors qu'il passait par là en chemin vers l'exil sur Sainte-Hélène en 1815.
Les dommages graves causés par les tempêtes en 1817 et 1824 ont entraîné une modification du profil et de la hauteur du brise-lames. Whidbey a continué à travailler sur le brise-lames et d'autres projets d'ingénierie, y compris le phare (conçu par Walker & Burgess de Trinity House), jusqu'à sa retraite vers 1830. Ce chantier a été achevé en 1841, le travail final étant terminé par le fils de John Rennie. Le phare est devenu opérationnel en 1844, et peu de temps après,

### Plymouth Breakwater Fort

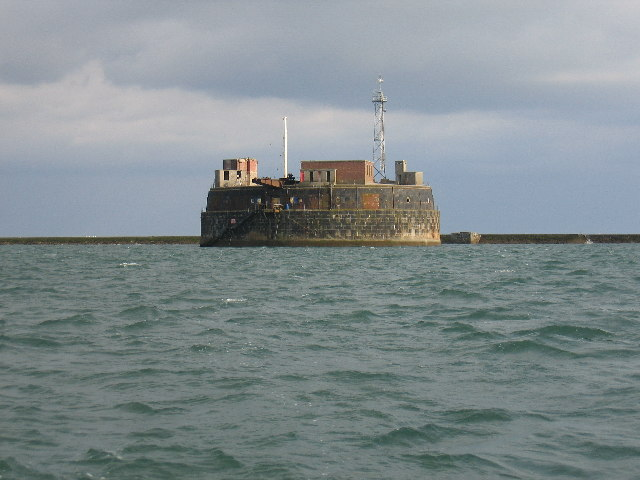
Port du brise-lames

En 1860, une Commission royale, créée par Lord Palmerston, a élaboré un plan pour la défense de Plymouth et d'autres ports de la Royal Navy. Le fort de Plymouth a été conçu pour défendre les entrées du Plymouth Sound en liaison avec des forts et des batteries sur les deux rives. Conçu par le capitaine Siborne, le chantier d'un fort ovale en maçonnerie a commencé en 1861 et la structure principale a été achevée en 1865. Il a ses fondations sur Shovel Rock et se trouve à 35 mètres à l'intérieur du brise-lames. Après plusieurs changements de plan, le fort a finalement été armé en 1879 avec quatorze canons de 317 mm et quatre canons rayés de 254 mm dans des casemates blindées. Bien que le fort ait été désarmé avant la Première Guerre mondiale, il a servi de station de signalisation, et à partir de 1937, une école de formation de lutte antiaérienne. Il a finalement été libéré par les militaires en 1976.